# 280. Infanterie-Division (Wehrmacht)
Die 280. Infanterie-Division war ein Großverband des Heeres der deutschen Wehrmacht im Zweiten Weltkrieg.

## Geschichte

### Aufstellung
Die Aufstellung der 280. ID als Teil der 10. Aufstellungswelle begann im Zeitraum Mai/Juni 1940 und sollte am 1. Juli 1940 abgeschlossen sein. 

### Abbruch der Aufstellung
Aufgrund der raschen Beendigung des Westfeldzuges wurde die Aufstellung abgebrochen.

### Wiederaufstellung
Die Neuaufstellung der Division erfolgte am 22. April 1942 im besetzten Norwegen aus dem zuvor genannten Küstenschutzverband Stavanger. Der Küstenschutzverband Stavanger ging zuvor am 14. März 1942 aus der Umbenennung der am 21. Februar 1942 in Breslau aufgestellten Festungs-Kommandantur Stavanger hervor. 

### Besatzungstruppe Norwegen
Unterstellt war die Division dabei dem LXX. Armeekorps. Der Division selbst waren bis zum September 1943, als ihr einige Festungs-Bataillone eingegliedert wurden, nur Heerestruppen unterstellt. 

### Kapitulation
Es sind bis Kriegsende keine Kampfhandlungen bekannt geworden. Die Division kapitulierte gegenüber britischen Truppen.

## Gliederung
Im September 1943 unterstanden der Division die Festungs-Bataillone 655, 657 und 666. Anfang Januar 1945 gliederte sich die Division in die Verbände:
- Festungs-Bataillon A (auf dem Kommandoweg gebildet)
- Festungs-Bataillon 645
- Festungs-Bataillon 655
- Festungs-Bataillon 658
- Festungs-Bataillon 666
- Festungs-Bataillon 1013
- Festungs-Bataillon 1015
- Nachrichten-Kompanie 280
- Versorgungs-Truppen 280
- Panzer-Kompanie Bergen

## Kommandeure
| Dienstgrad      | Name            | Zeitraum                             |
| --------------- | --------------- | ------------------------------------ |
| Generalleutnant | Karl von Beeren | 22. April 1942 bis 10. November 1944 |
| Generalleutnant | Johann de Boer  | 10. November 1944 bis 8. Mai 1945    |